# Jason Clare
Jason Clare (ur. 22 marca 1972 w Sydney) – australijski polityk, członek Australijskiej Partii Pracy (ALP). Od 2007 poseł od Izby Reprezentantów, w latach 2011–2013 federalny minister spraw wewnętrznych i jednocześnie minister sprawiedliwości.

## Życiorys

### Kariera zawodowa
Jest absolwentem studiów prawniczych na Uniwersytecie Nowej Południowej Walii. W latach 1995–1999 był doradcą stanowego ministra policji Nowej Południowej Walii, zaś od 1999 do 2003 doradzał premierowi Nowej Południowej Walii Bobowi Carrowi. W latach 2003–2007 pracował w sektorze prywatnym, a dokładniej w firmie Transurban, zajmującej się zarządzaniem drogowym poborem opłat.

### Kariera polityczna
W 2007 został wybrany do Izby Reprezentantów jako kandydat ALP w okręgu wyborczym Blaxland. W latach 2009–2013 pełnił szereg stanowisk rządowych: wiceministra zatrudnienia (2009-2010), wiceministra obrony (2010-2011 i ponownie 2012-2013), ministra sprawiedliwości (2011–2013), ministra spraw wewnętrznych (2011–2013) i sekretarza gabinetu (2013). W latach 2011–2013 był członkiem drugiego gabinetu Julii Gillard. W okresie urzędowania drugiego gabinetu Kevina Rudda (lipiec - wrzesień 2013) zachował stanowiska ministerialne, ale stracił rangę członka gabinetu.
Od października 2013, po przejściu ALP do opozycji, jest członkiem gabinetu cieni kierowanego przez Billa Shortena, gdzie odpowiada za kwestie komunikacji.